# U Don't Have to Call
U Don't Have to Call è una canzone di Usher, estratta come terzo ed ultimo singolo dal suo terzo album del 2002 8701.

## Il singolo
Il singolo raggiunge la terza posizione della classifica statunitense Billboard Hot 100. Nel Regno Unito, il brano è stato pubblicato come parte di un doppio "A-Side" insieme a I Need A Girl, collaborazione di Usher con P. Diddy.
La canzone fa conquistare a Usher il secondo Grammy Award consecutivo come "miglior performance maschile R&B" nel 2003.

## Il video
Il video prodotto per U Don't Have to Call è stato diretto da Little X e girato a Los Angeles al Westin Bonaventure Hotel. Il video è un ideale seguito di quello di U Got It Bad. Il cantante finalmente uscito dalla depressione per la fine della sua storia d'amore, trova la forza di uscire con alcuni amici e passare una serata in discoteca.

## Tracce
1. I Need a Girl (Part 1) - P. Diddy featuring Usher & Loon
2. U Don't Have To Call Remix - Usher featuring Ludacris
3. I Need a Girl (Part 2) P. Diddy featuring Ginuwine, Loon, Mario Winans & Tammy Ruggeri
4. I Need a Girl (Part 1) - P. Diddy (Video Clip)
5. U Don't Have to Call - Usher (Video Clip)

## Classifiche
| Classifica                           | Posizione più alta |
| ------------------------------------ | ------------------ |
| Australian Francia                   | 72                 |
| Nuova Zelanda                        | 27                 |
| Regno Unito                          | 4                  |
| U.S. Billboard Hot 100               | 3                  |
| U.S. Billboard Hot R&B/Hip-Hop Songs | 2                  |